# Huss Park Attractions

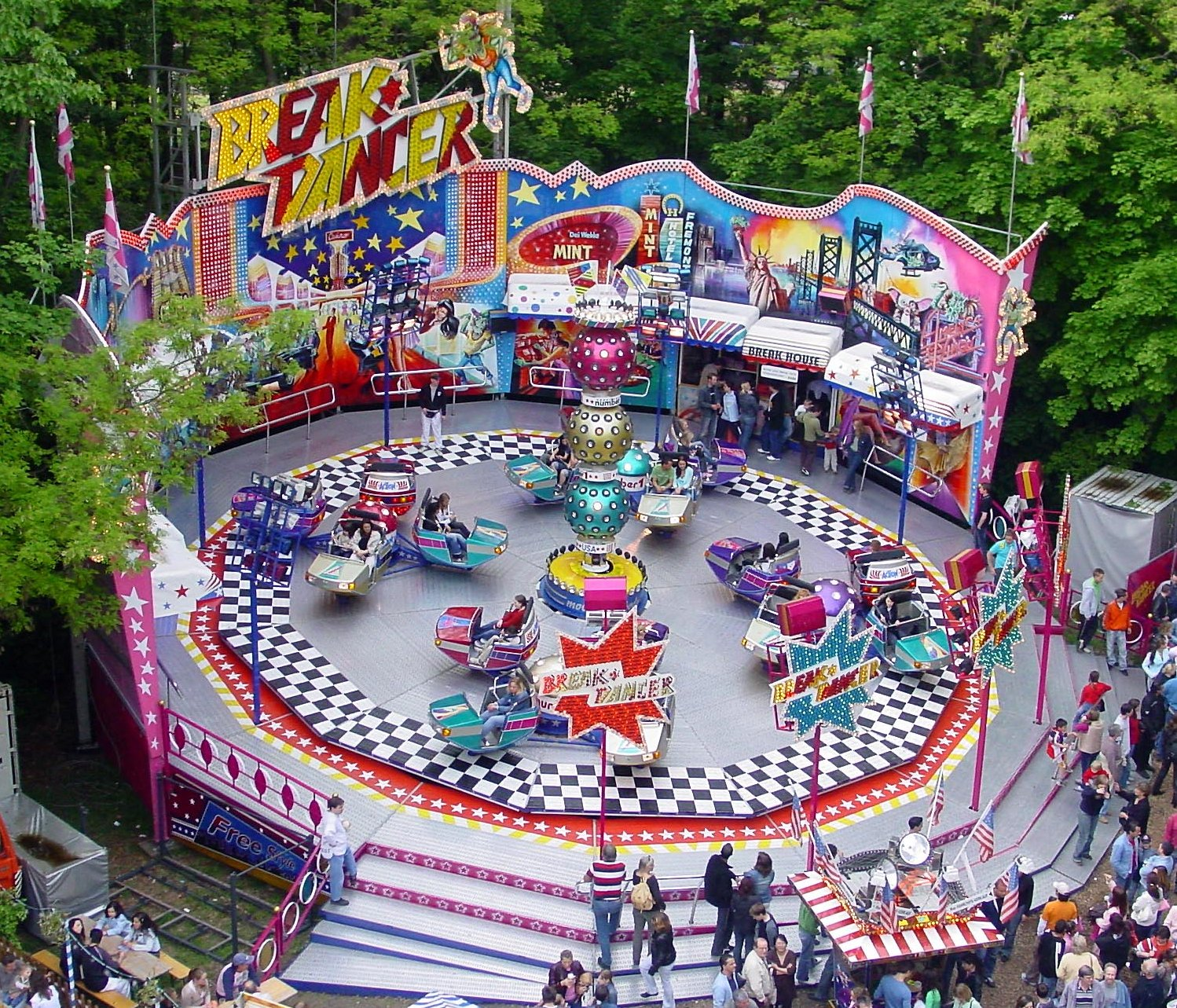
HUSS Breakdance

Die Huss Park Attractions GmbH (vormals Huss Rides, ursprünglich HUSS Maschinenfabrik, verkürzte Eigenschreibweise HUSS) ist der größte deutsche Hersteller für die Entwicklung und Produktion von Freizeitanlagen mit Sitz in Bremen.
Huss ist insbesondere auf die Herstellung von Thrillrides spezialisiert und hat bis heute insgesamt 35 verschiedene Fahrgeschäftstypen entworfen und gebaut. Das Unternehmen ist einer der bekanntesten Produzenten von Attraktionen für Jahrmärkte und Freizeitparks und übernimmt auch die thematische Gestaltung.

## Geschichte
Die HUSS Maschinenfabrik GmbH & Co. KG wurde 1919 in Bremen gegründet und produzierte ursprünglich nur Ersatz- und einzelne Bauteile für Schiffe. In der Freizeitbranche betätigt sich das Unternehmen seit 1969, mit dem Beginn des großen Booms von Jahrmärkten. Seit den 1990er Jahren trat das Unternehmen zunehmend unter dem Namen Huss Rides auf und passte sich damit seiner internationalen Orientierung an.
Am 1. August 2006 wurde vom Amtsgericht Bremen die vorläufige Insolvenz beschlossen und ein Insolvenzverwalter bestellt. Eine geplante Übernahme durch Krupp Stahlbau Hannover scheiterte. Stattdessen wurde die HUSS Maschinenfabrik GmbH und Co. KG nach der Insolvenz aufgesplittet. Es wurden die Huss Park Attractions GmbH und die Huss Parts & Service GmbH neu gegründet. Beide Firmen traten nicht die Rechtsnachfolge der HUSS Maschinenfabrik an, wobei sich die Huss Park Attractions GmbH ausschließlich auf die Produktion von Freizeitanlagen für Freizeitparks konzentrierte und die Huss Parts & Service GmbH sich auf den After Sales Service für Freizeitanlagen konzentrierte. Die neuen GmbH werden von einer Gruppe Investoren geleitet und die ungarische Fabrik Huss Gépgyár Kft. wurde von einem Industrieunternehmen übernommen.
Der Bereich der Abgasreinigungsanlagen wird unter dem Namen Huss Group weiter betrieben.

## Bekannte Fahrgeschäfte
Einige Fahrgeschäfte des Unternehmens sind bis heute fester Bestandteil von Jahrmärkten und Freizeitparks. Dazu zählen unter anderem Breakdance, Booster, Condor, Enterprise, Flipper, Frisbee, Magic, Megadance/Flic Flac, Pirat, Rainbow, Ranger, Top Spin, Troika, Shot’n Drop und Take off.
Der Breakdance wurde 1985 von Huss Rides in erster Ausführung entwickelt und gebaut. Mittlerweile gibt es vier Varianten, von denen insgesamt über 100 Exemplare ausgeliefert wurden – 46 davon befinden sich vorwiegend in Deutschland. Spektakulärstes Fahrgeschäft, wenn auch mit sehr geringer Verbreitung, ist momentan die Giant Frisbee, eine weiterentwickelte und größere Version der Frisbee. Die Anlagen der gesamten Giant-Rides-Serie sind aufgrund ihrer Ausmaße ausschließlich für Freizeitparks konzipiert.

## Galerie

Auswahl verschiedener Fahrgeschäftstypen
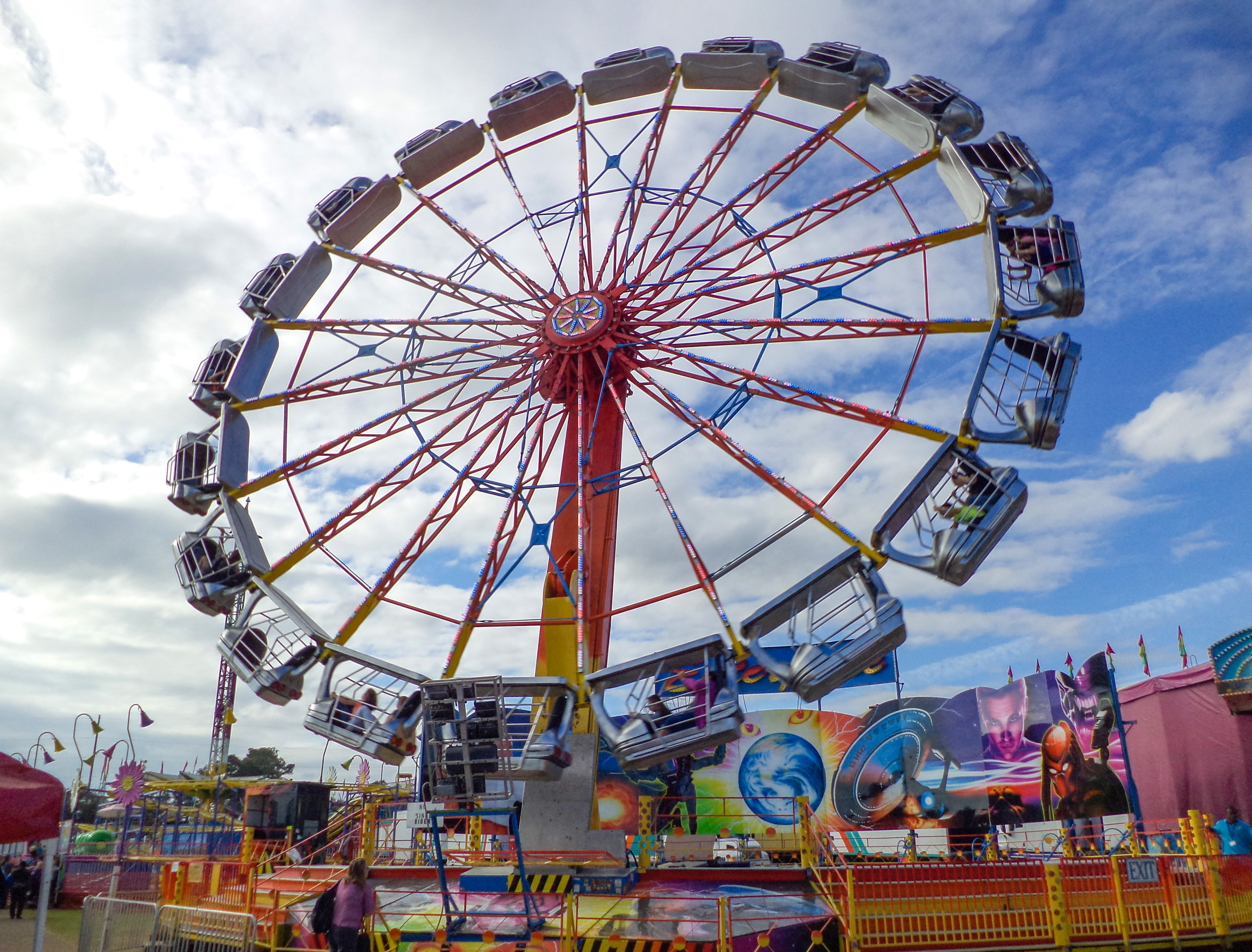
HUSS Enterprise
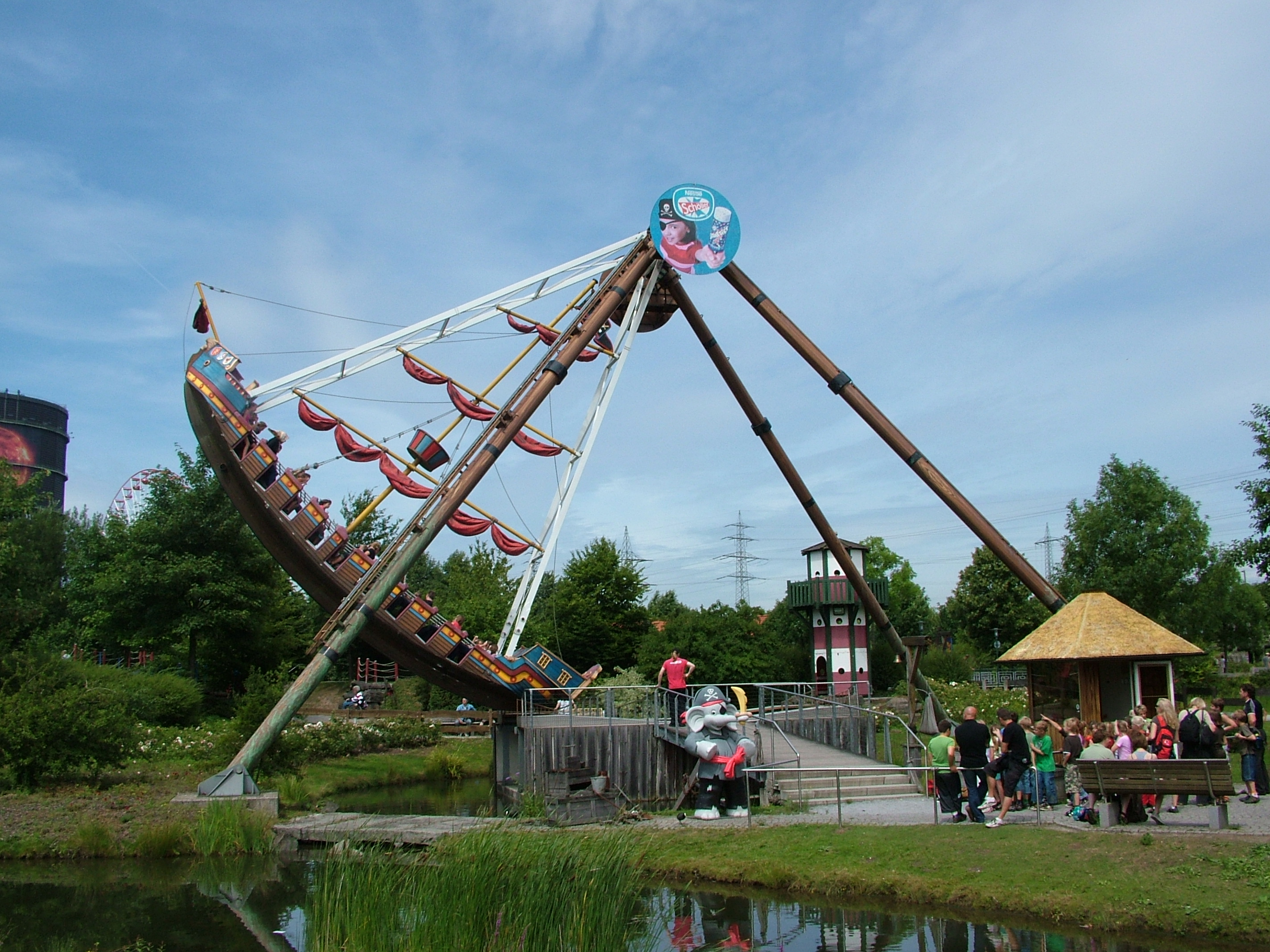
HUSS Pirat
HUSS Flipper
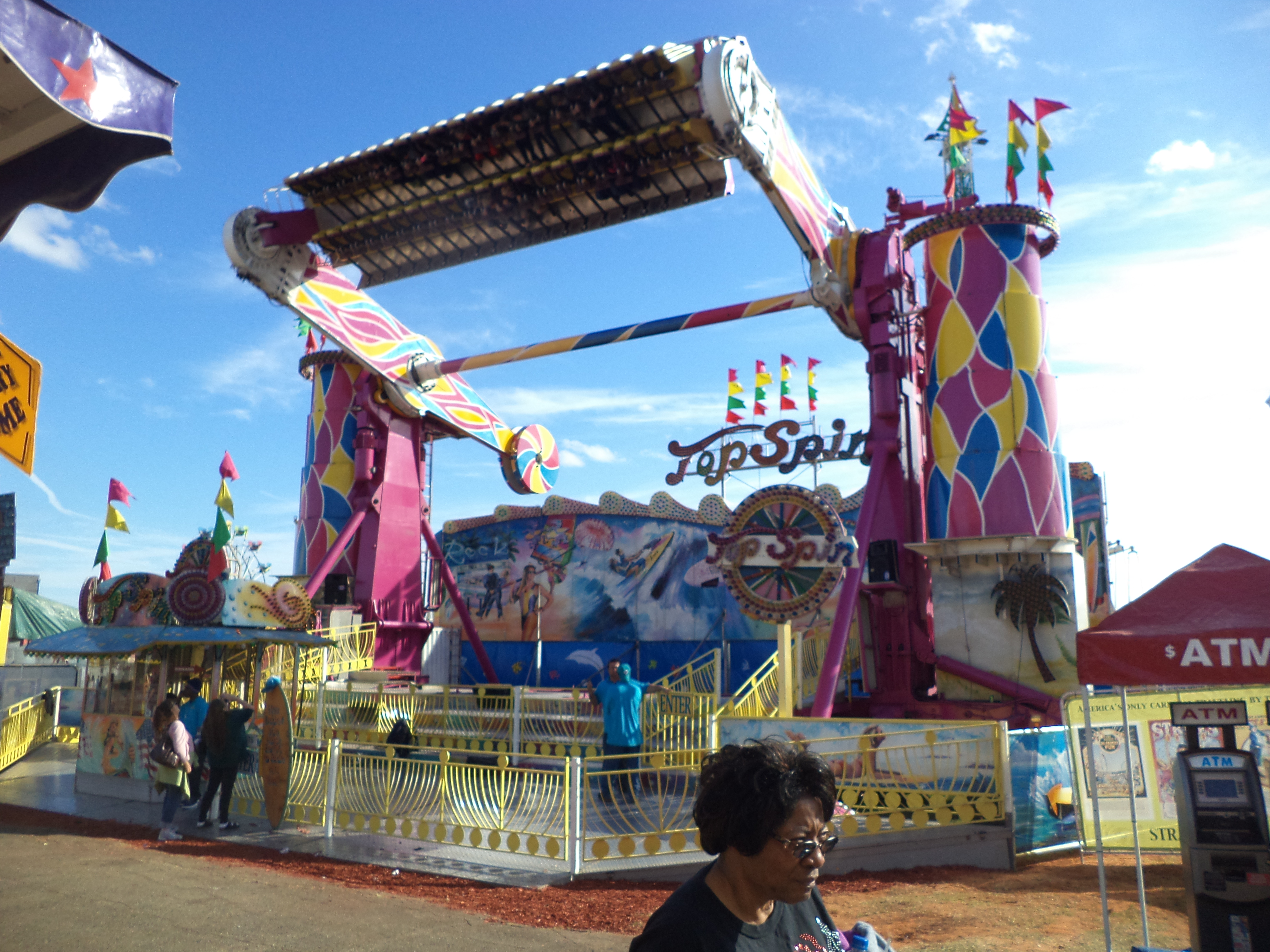
HUSS Top Spin
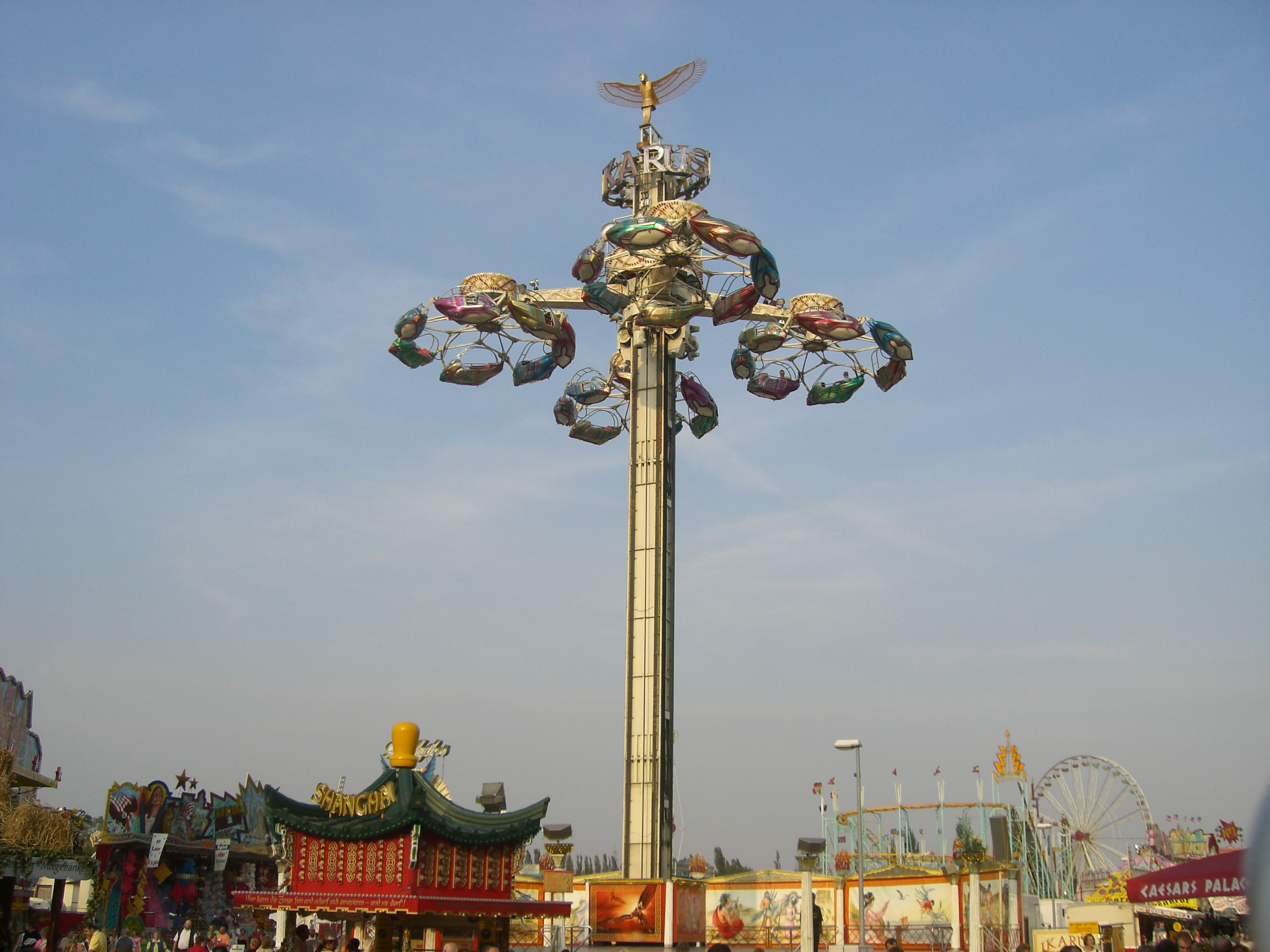
HUSS Condor
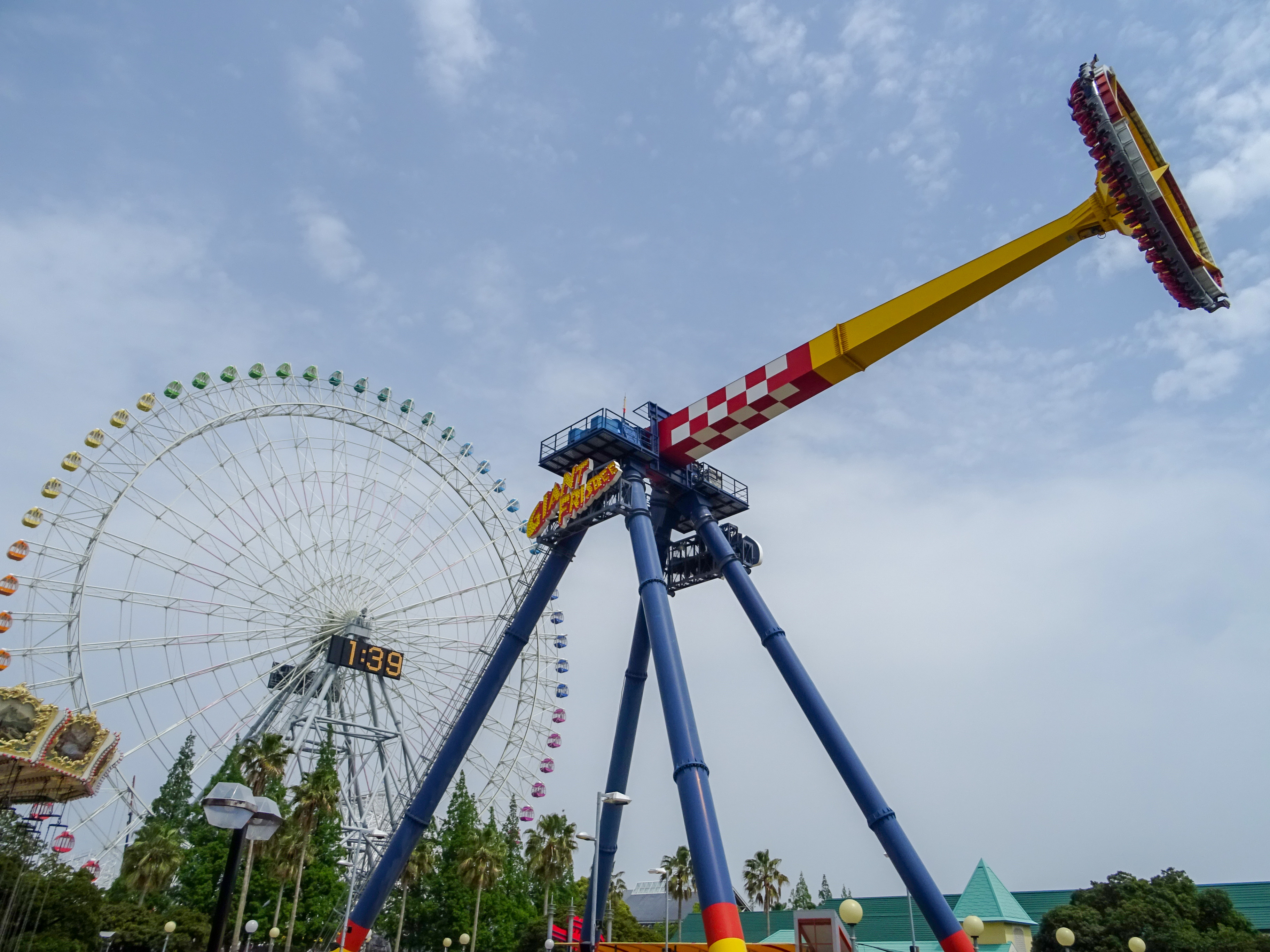
HUSS Giant Frisbee
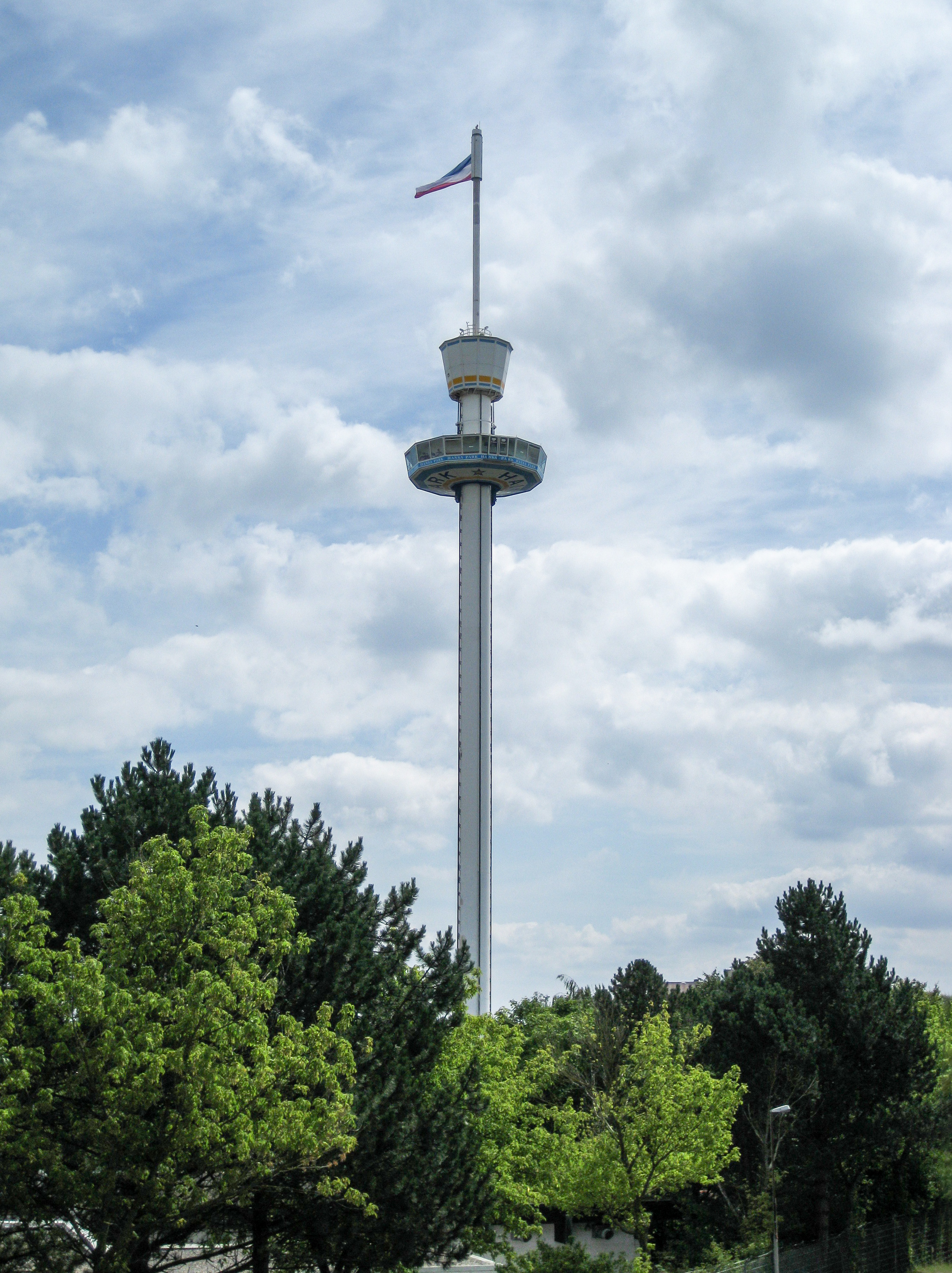
HUSS Gyro Tower